# Allington, Kent
Allington är en ort i distriktet Maidstone, i grevskapet Kent, i England. Orten hade 7 900 invånare år 2021. Allington var en civil parish fram till 1932 när blev den en del av Maidstone och Boxley. Civil parish hade 114 invånare år 1931. Byn nämndes i Domedagsboken (Domesday Book) år 1086, och kallades då Elentun.